# Cirio
Cirio è un consorzio italiano fondato nel 1856 e specializzato nelle conserve alimentari, in particolare nel settore del pomodoro, che ha raggiunto un posto di grande rilevanza a livello europeo: è controllato dal gruppo Conserve Italia, che ha sede a San Lazzaro di Savena, un comune nella città metropolitana di Bologna.

## Storia

### La fondazione
Fu fondata a Torino nel 1856 dal nicese Francesco Cirio, allora ventenne, che decise di introdurre la tecnica, per quel tempo innovativa, di conservazione in scatola, detta appertizzazione, iniziando con i piselli. Questa tecnica fu inventata ed elaborata, negli anni tra il 1795 ed il 1806, da Nicolas Appert, il padre della conservazione in scatola, e consisteva essenzialmente nell'eliminare l'aria dai contenitori dopo averli riempiti con il cibo da conservare, sottoponendo a bollitura prolungata il contenitore dopo averlo chiuso.

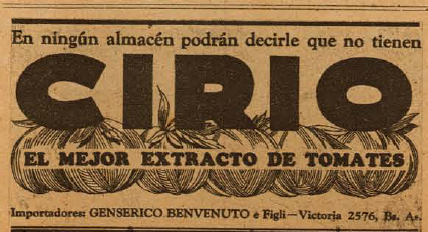
CIRIO, pubblicità sulla rivista argentina La Nación del 7 luglio 1929.

Lo stimolo alla ricerca venne dato, all'inizio dell'Ottocento, da Napoleone Bonaparte, che voleva cibi a lunga conservazione per i soldati. Appert vinse il premio messo in palio dall'Imperatore e i risultati dei suoi metodi erano buoni, ma l'assenza di conoscenze specifiche sui batteri lasciava spazio ad un certo empirismo nell'applicazione. Fu in questo contesto che Francesco Cirio mise a punto il suo metodo ("il metodo Cirio"), con il quale ottenne riconoscimenti nella Grande Esposizione Universale di Parigi del 1867. Lo stabilimento impiantato a Torino avviò una apprezzata produzione, che sfociò anche nella esportazione dei suoi prodotti nel mondo. Per queste ragioni, la Cirio vanta di essere la più antica industria conserviera d'Italia.

### Espansione nel meridione
Dopo l'unità d'Italia, la società aprì alcuni stabilimenti nel Mezzogiorno, tra cui quello di Napoli nel quartiere San Giovanni a Teduccio, recuperando anche numerose aree agricole abbandonate e rafforzando negli anni la propria presenza nel Napoletano. Nel 1900 nasce la «Cirio società generale conserve alimentari» e gli stabilimenti "fiore all'occhiello" sono a Vigliena, quartiere San Giovanni a Teduccio di Napoli, dove viene fissata la sede nazionale dell'azienda fino agli anni '80 del secolo scorso, e a Pontecagnano, in provincia di Salerno.

### La proprietà della SME
Entrata tramite la SME nell'orbita dell'IRI, allora gestita da Romano Prodi, fu oggetto, direttamente o indirettamente in fase di privatizzazione, di operazioni delle quali la magistratura ebbe modo di occuparsi per ciò che si riferisce sia alla vicenda SME, sia a quella Lamiranda, sia infine a quella Federconsorzi.

### La proprietà delgruppo Cragnotti
In particolare, dopo una discussa aggiudicazione alla catena di cooperative Fisvi, passò al gruppo Cragnotti & Partners Capital Investment NV in una complessa operazione finanziaria, in cui l'imprenditore romano Sergio Cragnotti conferì le attività della Fedital, acquistata dal concordato preventivo Federconsorzi. Lo stesso Cragnotti acquistò la Cirio nel 1994 per una cifra di 450 miliardi di lire.
La Procura della Repubblica di Perugia formulò l'accusa di concorso in bancarotta impropria e, durante tale inchiesta, emerse che i marchi del settore "latte" erano stati acquisiti con valutazione 0 lire, mentre, in sede di conferimento alla Cirio, essi erano stati valutati decine di miliardi di lire. Il Giudice dell'Udienza Preliminare di Perugia tuttavia prosciolse Sergio Cragnotti. Il 2 marzo 2011 la Procura della Repubblica di Roma ha richiesto per il crac Cirio 15 anni di reclusione per Cragnotti e 8 anni per Cesare Geronzi.
Ugualmente molto controverso è il successivo passaggio, avvenuto nel 1999, del settore "latte" della Cirio, ovvero la neonata Eurolat, alla Parmalat. Secondo la Pubblica accusa, il prezzo pagato dalla Parmalat era eccessivo e l'operazione, sempre secondo il pubblico ministero, era finalizzata a permettere il rientro dell'esposizione delle banche.
Nel novembre 2002 una rata di prestito non fu onorata. Questo, però, determinò, in base alla clausola di insolvenza incrociata, la caduta in sofferenza di tutte le obbligazioni del gruppo e così, in breve, l'insolvenza divenne generalizzata. La crisi interessò un gran numero di risparmiatori, in quanto, come si venne a scoprire, le obbligazioni, emesse solo per investitori finanziari, erano state collocate sul mercato secondario presso la clientela privata. La procedura dell'amministrazione straordinaria permise però, in tempi relativamente brevi, di separare la parte produttiva dal marasma delle altre posizioni e di avviare una ripresa dal punto di vista industriale.

### La proprietà diConserve Italia
Nel 2004 il settore industriale Cirio-De Rica fu ceduto per 168 milioni di euro a Conserve Italia.

## Logo

Logo utilizzato dal 1985 al 2010
Logo utilizzato dal 2010 al 2013
Logo in uso dal 2013

## Sponsorizzazioni

Cirio sponsor di maglia della nella stagione 1998-1999

Il marchio Cirio ha esordito nelle sponsorizzazioni sportive nel 1982, come sponsor di maglia della squadra di calcio del Napoli, per un totale di tre stagioni consecutive fino al 1985.
Negli anni 90 ha assunto contemporaneamente la sponsorizzazione di due società calcistiche: la Lazio, tra il 1996 e il 2000 – il tutto mentre Sergio Cragnotti era a capo sia del marchio agroalimentare italiano sia della società calcistica capitolina –, e il club brasiliano del San Paolo dal 1997 al 1999.

## Cultura di massa
Nel romanzo Gomorra, lo scrittore Roberto Saviano racconta di un presunto accordo tra Cirio, Parmalat e la camorra, al fine di garantire il monopolio di vendita dei due marchi nel napoletano e nel casertano.